# Silvia Hernández Sánchez
Silvia Hernández Sánchez, née le 21 novembre 1976 à San José au Costa Rica, est une économiste et femme politique costaricienne. 
Professeure d'économie à l'université, puis conseillère économique du vice-président, elle devient ministre déléguée de la Planification nationale et de la Politique économique de 2012 à 2014. Elle est élue députée en 2018 puis présidente de l'Assemblée législative du Costa Rica en 2021-2022.

## Biographie

### Jeunesse
Silvia Vanessa Hernández Sánchez naît à San José le 21 novembre 1976. Elle est l'aînée de cinq enfants et la seule fille unique Freddy Hernández et de María de los Ángeles Sánchez. Son grand-père paternel était diplomate et député sous le gouvernement de Daniel Oduber.

### Formation
Silvia Hernández va en classe à l'école publique à Turrialba et à Siquirres, puis elle obtient en 1996 le diplôme du Bryant High School dans l'Arkansas aux États-Unis, grâce à un programme d'échange,. Elle étudie ensuite à l'Université Regiomontana de Monterrey, au Mexique, avant de terminer un bachelor en économie à l'université latine du Costa Rica. Pendant ses études, elle travaille dans un centre d'appels et elle est heurtée en 2002 par une voiture, lui cassant les deux jambes, ce qui nécessite une opération à la colonne vertébrale. Après avoir passé six mois en rééducation, elle bénéficie d'une bourse pour partir étudier aux Pays-Bas. Elle est titulaire d'une maîtrise en économie du développement de l'université Érasme de Rotterdam et d'une maîtrise en marchés internationaux de l'université de Salamanque.

### Carrière d'économiste
Silvia Hernández est économiste. Elle est professeure d'économie à la Lead University de San José,, où elle est plus tard directrice du développement et des relations publiques. Elle devient la conseillère économique du vice-président Kevin Casas Zamora de 2006 à 2007.
Elle publie des articles d'opinion et des analyses dans les revues La República, El Financiero et Dos Magazine.

### Carrière politique
Silvia Hernández est nommée ministre déléguée à la Planification nationale et à la Politique économique dans le gouvernement de Laura Chinchilla de 2012 à 2014,.
Elle se présente ensuite aux élections législatives de 2018 et elle est élue à l'Assemblée législative du Costa Rica en tant que députée du Parti de la libération nationale (PLN) pour San José. Elle devient présidente de la Commission des affaires fiscales, ainsi que membre des commissions spéciales de la science, de la technologie et de l'éducation et de la commission de l'OCDE. En avril 2019, elle est élue présidente du PLN.
Elle est élue présidente de l'Assemblée législative le 1er mai 2021 ; elle est la quatrième femme à occuper ce poste,,.

### Vie privée
Silvia Hernández épouse en 2009 un promoteur immobilier, Rigoberto Zúñiga. Ils vivent à Cartago et ont une fille.